# フィグツリー
フィグツリー（Figtree, Fig Tree）はセントクリストファー・ネイビス、セントジョン・フィグツリー教区の町。ネイビス島南西部の内陸に位置する。意味は「イチジクの木」で、聖書に登場する宗教用語で、セントクリストファー島のセントアン・サンディポイント教区にも同様の地名がある（こちらはFig Treeと表記されることが多い）。近隣のバスなどを含めた人口は1,953人（2015年）。
ネイビス植物園が所在する。